# Asteroid
Als Asteroiden (von altgriechisch ἀστεροειδής asteroeidḗs, deutsch ‚sternähnlich‘), Kleinplaneten oder Planetoiden werden astronomische Kleinkörper bezeichnet, die sich auf keplerschen Umlaufbahnen um die Sonne bewegen und größer als Meteoroiden (Millimeter bis Meter), aber kleiner als Zwergplaneten (ca. 500–3.000 Kilometer) sind. Asteroiden haben im Gegensatz zu den Zwergplaneten definitionsgemäß eine zu geringe Masse, um in ein hydrostatisches Gleichgewicht zu kommen und eine annähernd runde Form anzunehmen, und sind daher generell unregelmäßig geformte Körper. Nur die wenigsten haben mehr als einige hundert Kilometer Durchmesser. Große Asteroiden im Asteroidengürtel sind die Objekte (2) Pallas, (3) Juno, (4) Vesta, (5) Astraea, (6) Hebe, (7) Iris, (10) Hygiea und (15) Eunomia.
Der Begriff Asteroid wird oft als Synonym von Kleinplanet verwendet, bezieht sich aber hauptsächlich auf Objekte innerhalb der Neptunbahn und ist kein von der IAU definierter Begriff. Jenseits der Neptunbahn werden solche Körper auch transneptunische Objekte (TNO) genannt. Nach neuerer Definition fasst der Begriff Kleinplanet die „klassischen“ Asteroiden und die TNO zusammen.
Bislang sind über 1,457 Millionen Asteroiden im Sonnensystem bekannt (Stand: 5. August 2025), wobei jeden Monat mehrere Tausend neue Entdeckungen hinzukommen und die tatsächliche Anzahl wohl mehrere Millionen betragen dürfte.

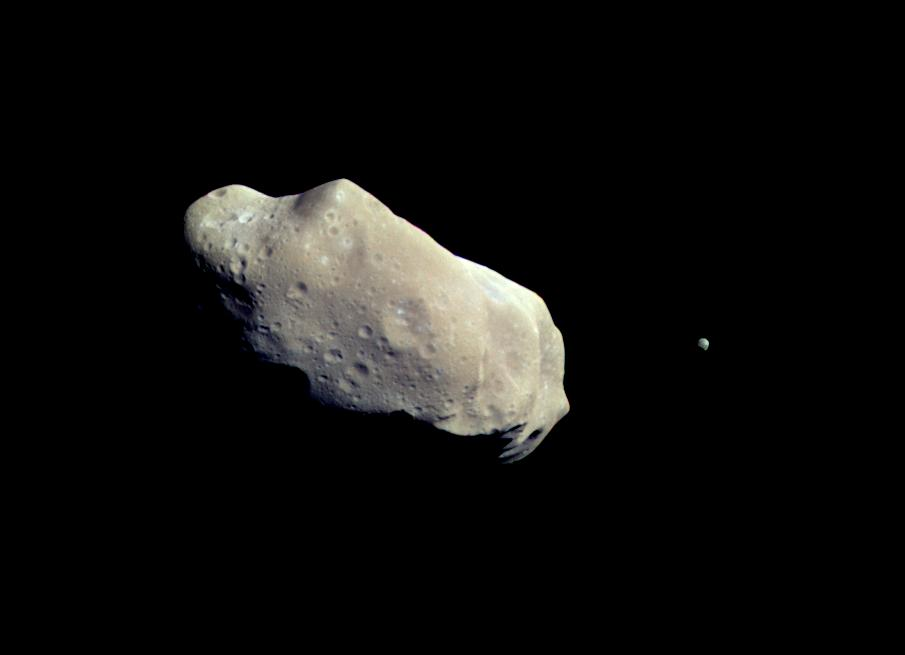
Asteroid (243) Ida mit Mond Dactyl, von der Galileo-Sonde aus fotografiert

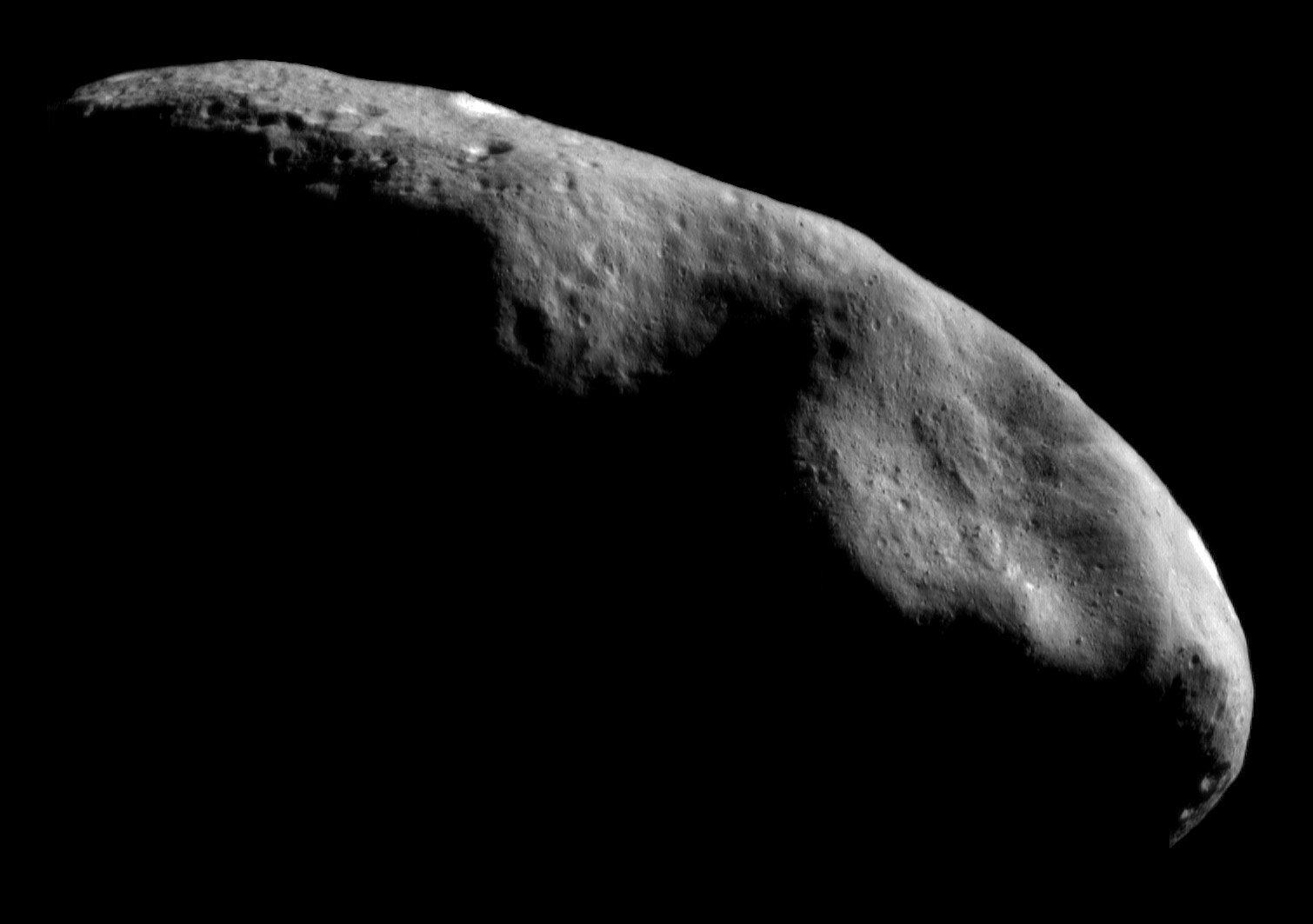
Asteroid (433) Eros, von der NEAR-Shoemaker-Sonde aus fotografiert

## Bezeichnungen
Die Bezeichnung Asteroid bezieht sich auf die Größe der Objekte. Asteroid bedeutet wörtlich „sternartig“. Fast alle sind so klein, dass sie im Teleskop wie der Lichtpunkt eines Sterns erscheinen. Die Planeten erscheinen hingegen als kleine Scheibe mit einer gewissen räumlichen Ausdehnung.
Die Bezeichnung Kleinplanet oder Planetoid rührt daher, dass sich die Objekte am Firmament wie Planeten relativ zu den Sternen bewegen. Asteroiden sind keine Planeten und gelten auch nicht als Zwergplaneten, denn aufgrund ihrer geringen Größe ist die Gravitation zu schwach, um sie annähernd zu einer Kugel zu formen. Gemeinsam mit Kometen und Meteoroiden gehören Asteroiden zur Klasse der Kleinkörper. Meteoroiden sind kleiner als Asteroiden, aber zwischen ihnen und Asteroiden gibt es weder von der Größe noch von der Zusammensetzung her eine eindeutige Grenze.

## Abgrenzung zu Zwergplaneten
Seit der 26. Generalversammlung der Internationalen Astronomischen Union (IAU) und ihrer Definition vom 24. August 2006 zählen die großen runden bzw. ellipsoiden Objekte, deren Gestalt sich im hydrostatischen Gleichgewicht befindet, strenggenommen nicht mehr zu den Asteroiden, sondern zu den Zwergplaneten.
Ceres (975 km Durchmesser) ist das größte Objekt im Asteroidengürtel und wird als einziges dortiges Objekt zu den Zwergplaneten gezählt. Pallas (546 km) und Vesta (516 km) sind die nächstgrößeren Objekte im Asteroidengürtel, beide sind aber nicht rund/ellipsoid und somit per Definition keine Zwergplaneten. Das mit 434 Kilometern Durchmesser viertgrößte Hauptgürtel-Objekt, der Asteroid Hygiea, ist nach Beobachtungen der Europäischen Südsternwarte annähernd kugelförmig und würde damit die Kriterien zur Einstufung als Zwergplanet erfüllen.
Im Kuipergürtel gibt es vier anerkannte Zwergplaneten: Pluto (2390 km Durchmesser), Eris (2326 km), Makemake (1430 × 1502 km) und Haumea (elliptisch, etwa 1920 × 1540 × 990 km). Etliche weitere Objekte im Kuipergürtel erfüllen sehr wahrscheinlich die Kriterien (Zwergplanetenkandidaten).
Das Ende 2003 jenseits des Kuipergürtels entdeckte etwa 995 km große Objekt Sedna dürfte ebenfalls als Zwergplanet einzustufen sein.

## Die Geschichte der Asteroidenforschung

### Vermuteter Kleinplanet und die „Himmelspolizey“
Bereits im Jahr 1760 entwickelte der deutsche Gelehrte Johann Daniel Titius eine einfache mathematische Formel (Titius-Bode-Reihe), nach der die Sonnenabstände der Planeten einer einfachen numerischen Folge entsprechen. Nach dieser Folge müsste es allerdings zwischen Mars und Jupiter einen weiteren Planeten im Sonnenabstand von 2,8 AE geben. Auf diesen offenbar noch unentdeckten Planeten setzte gegen Ende des 18. Jahrhunderts eine regelrechte Jagd ein. Für eine koordinierte Suche wurde 1800, als erstes internationales Forschungsvorhaben, die Himmelspolizey gegründet. Organisator war Baron Franz Xaver von Zach, der seinerzeit an der Sternwarte Gotha tätig war. Der Sternhimmel wurde in 24 Sektoren eingeteilt, die von Astronomen in ganz Europa systematisch abgesucht wurden. Für den Planeten hatte man bereits den Namen „Phaeton“ reservieren lassen.
Die Suche blieb insofern erfolglos, als der erste Kleinplanet (Ceres) zu Jahresbeginn 1801 durch Zufall entdeckt wurde. Allerdings bewährte sich die Himmelspolizey bald in mehrfacher Hinsicht: mit der Wiederauffindung des aus den Augen verlorenen Kleinplaneten, mit verbesserter Kommunikation über Himmelsentdeckungen und mit der erfolgreichen Suche nach weiteren Kleinplaneten zwischen 1802 und 1807.

### Die Entdeckung der ersten Kleinplaneten

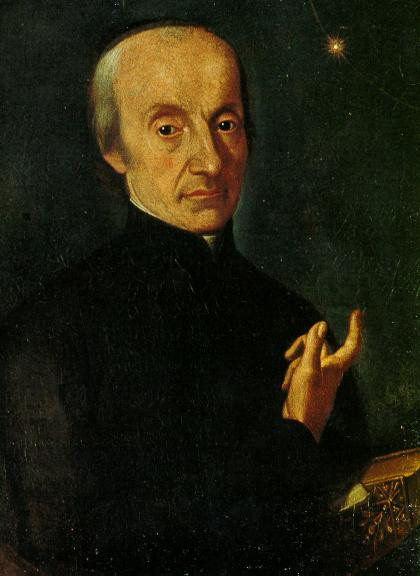
Giuseppe Piazzi

In der Neujahrsnacht des Jahres 1801 entdeckte der Astronom und Theologe Giuseppe Piazzi im Teleskop der Sternwarte von Palermo (Sizilien) bei der Durchmusterung des Sternbildes Stier einen schwach leuchtenden Himmelskörper, der in keiner Sternkarte verzeichnet war. Piazzi hatte von Zachs Forschungsvorhaben gehört und beobachtete das Objekt in den folgenden Nächten, da er vermutete, den gesuchten Planeten gefunden zu haben. Er sandte seine Beobachtungsergebnisse an Zach, wobei er es zunächst als neuen Kometen bezeichnete. Piazzi erkrankte jedoch und konnte seine Beobachtungen nicht fortsetzen. Bis zur Veröffentlichung seiner Beobachtungen verging viel Zeit. Der Himmelskörper war inzwischen weiter in Richtung Sonne gewandert und konnte zunächst nicht wiedergefunden werden.
Der Mathematiker Gauß hatte allerdings ein numerisches Verfahren entwickelt, das es erlaubte, unter Anwendung der Methode der kleinsten Quadrate die Bahnen von Planeten oder Kometen anhand nur weniger Positionen zu bestimmen. Nachdem Gauß die Veröffentlichungen Piazzis gelesen hatte, berechnete er die Bahn des Himmelskörpers und sandte das Ergebnis nach Gotha. Heinrich Wilhelm Olbers entdeckte das Objekt daraufhin am 31. Dezember 1801 wieder, das schließlich den Namen Ceres erhielt. Im Jahr 1802 entdeckte Olbers einen weiteren Himmelskörper, den er Pallas nannte. 1803 wurde Juno, 1807 Vesta entdeckt.
Bis zur Entdeckung des fünften Asteroiden, Astraea im Jahr 1845, vergingen allerdings 38 Jahre. Die bis dahin entdeckten Asteroiden wurden damals noch nicht als solche bezeichnet – sie galten zu dieser Zeit als vollwertige Planeten. So kam es, dass der Planet Neptun bei seiner Entdeckung im Jahr 1846 nicht als achter, sondern als dreizehnter Planet gezählt wurde. Ab dem Jahr 1847 folgten allerdings so rasch weitere Entdeckungen, dass bald beschlossen wurde, für die zahlreichen, aber allesamt doch recht kleinen Himmelskörper, welche die Sonne zwischen Mars und Jupiter umkreisen, eine neue Objektklasse von Himmelskörpern einzuführen: die Asteroiden, die sogenannten kleinen Planeten. Die Zahl der großen Planeten sank somit auf acht. Bis zum Jahr 1890 wurden insgesamt über 300 Asteroiden entdeckt.

### Fotografische Suchmethoden, Radarmessungen
Nach 1890 brachte die Anwendung der Fotografie in der Astronomie wesentliche Fortschritte. Die Asteroiden, die bis dahin mühsam durch den Vergleich von Teleskopbeobachtungen mit Himmelskarten gefunden wurden, verrieten sich nun durch Lichtspuren auf den fotografischen Platten. Durch die im Vergleich zum menschlichen Auge höhere Lichtempfindlichkeit der fotografischen Emulsionen konnten, in Kombination mit langen Belichtungszeiten bei Nachführung des Teleskops quasi im Zeitraffer, äußerst lichtschwache Objekte nachgewiesen werden. Durch den Einsatz der neuen Technik stieg die Zahl der entdeckten Asteroiden rasch an.
Ein Jahrhundert später, um 1990, löste die digitale Fotografie in Gestalt der CCD-Kameratechnik einen weiteren Entwicklungssprung aus, der durch die Möglichkeiten der computerunterstützten Auswertung der elektronischen Aufnahmen noch potenziert wird. Seither hat sich die Zahl jährlich aufgefundener Asteroiden nochmals vervielfacht.
Ist die Bahn eines Asteroiden bestimmt worden, kann die Größe des Himmelskörpers aus der Untersuchung seiner Helligkeit und des Rückstrahlvermögens, der Albedo, ermittelt werden. Dazu werden Messungen mit sichtbaren Lichtfrequenzen sowie im Infrarotbereich durchgeführt. Diese Methode ist allerdings mit Unsicherheiten verbunden, da die Oberflächen der Asteroiden chemisch unterschiedlich aufgebaut sind und das Licht unterschiedlich stark reflektieren.
Genauere Ergebnisse können mittels Radarbeobachtungen erzielt werden. Dazu können Radioteleskope verwendet werden, die, als Sender umfunktioniert, starke Radiowellen in Richtung der Asteroiden aussenden. Durch die Messung der Laufzeit der von den Asteroiden reflektierten Wellen kann deren exakte Entfernung bestimmt werden. Die weitere Auswertung der Radiowellen liefert Daten zu Form und Größe. Regelrechte „Radarbilder“ lieferte beispielsweise die Beobachtung der Asteroiden (4769) Castalia und (4179) Toutatis.

### Automatisierte Durchmusterungen
Neue und weiterentwickelte Technologien sowie fortgesetzte Leistungssteigerung von Detektoren und elektronischer Datenverarbeitung ermöglichten seit den 1990er Jahren eine Reihe von automatisierten Suchprogrammen mit verschiedenen Zielsetzungen. Diese Durchmusterungen haben einen erheblichen Anteil an der Neuentdeckung von Asteroiden.
Eine Reihe von Suchprogrammen konzentriert sich auf erdnahe Asteroiden z. B. LONEOS, LINEAR, NEAT, NeoWise, Spacewatch, Catalina Sky Survey und Pan-STARRS. Sie haben erheblichen Anteil daran, dass quasi täglich neue Asteroiden gefunden werden, deren Anzahl Mitte Juli 2020 über 900.000 erreicht hatte.
In naher Zukunft wird sich die Zahl der bekannten Asteroiden nochmals deutlich erhöhen, da für die nächsten Jahre Durchmusterungen mit erhöhter Empfindlichkeit geplant sind, zum Beispiel Gaia und LSST. Allein die Raumsonde Gaia soll nach Modellrechnungen bis zu eine Million bisher unbekannter Asteroiden entdecken.

### Beobachtungen mit Raumsonden

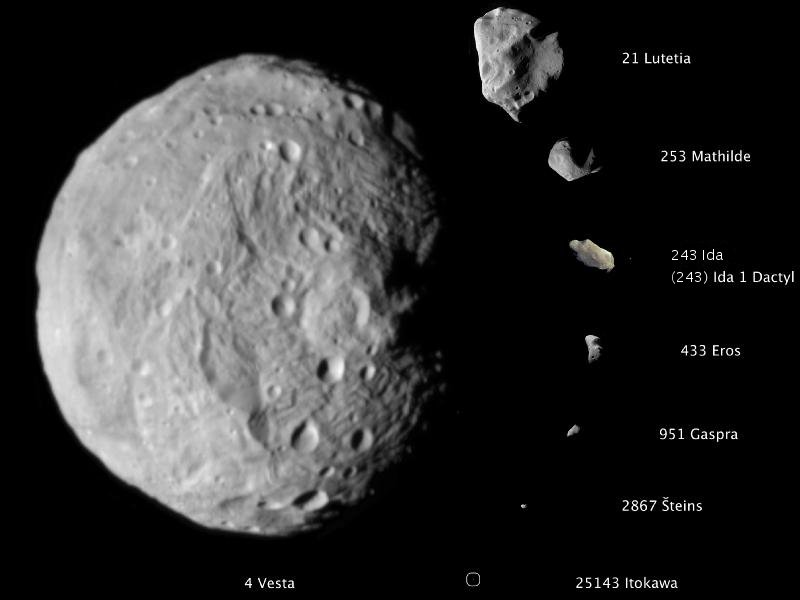
Abbildung einiger durch Raumsonden erforschter Asteroiden

Eine Reihe von Asteroiden konnte mittels Raumsonden näher untersucht werden:
- Die Raumsonde Galileo flog auf ihrem Weg zum Planeten Jupiter im Jahr 1991 am Asteroiden (951) Gaspra und 1993 an (243) Ida vorbei.
- Die Sonde NEAR-Shoemaker passierte 1997 den Asteroiden (253) Mathilde und landete 2001 auf (433) Eros.
- Die Sonde Deep Space 1 näherte sich 1999 dem Asteroiden (9969) Braille bis zu einem Abstand von lediglich 28 km.
- Die Sonde Stardust zog 2002 in 3.300 km Entfernung am Asteroiden (5535) Annefrank vorbei.
- Die japanische Sonde Hayabusa erreichte 2005 den Asteroiden (25143) Itokawa und entnahm erstmals Gesteinsproben von einem Asteroiden. Im Juni 2009 warf sie eine Kapsel mit diesen Proben über Australien ab. Im November 2010 bestätigte die JAXA, dass die Proben – etwa 1500 meist sehr kleine Partikel – definitiv von dem Asteroiden stammten.[8]
- Die europäische Sonde Rosetta passierte 2008 den Asteroiden (2867) Šteins und 2010 den Asteroiden (21) Lutetia.
- Von Juli 2011 bis September 2012 befand sich die 2007 gestartete Raumsonde Dawn im Orbit um (4) Vesta. Anschließend machte sich die Raumsonde auf den Weg zum Zwergplaneten Ceres, den sie 2015 erreichte.
- Dez 2012: Vorbeiflug der chinesischen Sonde Chang’e 2 an Asteroid (4179) Toutatis.

Weitere Missionen sind geplant, unter anderem:
- Für das Jahr 2025 plant die japanische Raumfahrtagentur JAXA die Mission Destiny Plus zum Asteroiden (3200) Phaethon.

## Benennung
Die Namen der Asteroiden setzen sich aus einer vorangestellten Nummer und einem Namen zusammen. Die Nummer gab früher die Reihenfolge der Entdeckung des Himmelskörpers an. Heute ist sie eine rein numerische Zählform, da sie erst vergeben wird, wenn die Bahn des Asteroiden gesichert und das Objekt jederzeit wiederauffindbar ist; das kann durchaus erst Jahre nach der Erstbeobachtung erfolgen. Von den bisher bekannten 1.457.388 Asteroiden haben 826.864 eine Nummer (Stand: 5. August 2025).
Der Entdecker hat innerhalb von zehn Jahren nach der Nummerierung das Vorschlagsrecht für die Vergabe eines Namens. Dieser muss jedoch durch eine Kommission der IAU bestätigt werden, da es Richtlinien für die Namen astronomischer Objekte gibt. Dementsprechend existieren zahlreiche Asteroiden zwar mit Nummer, aber ohne Namen, vor allem in den oberen Zehntausendern.
Neuentdeckungen, für die noch keine Bahn mit ausreichender Genauigkeit berechnet werden konnte, werden mit dem Entdeckungsjahr und einer Buchstabenkombination, beispielsweise 2003 UB313, gekennzeichnet. Die Buchstabenkombination setzt sich aus dem ersten Buchstaben für die Monatshälfte (beginnend mit A und fortlaufend bis Y ohne I) und einem fortlaufenden Buchstaben (A bis Z ohne I) zusammen. Wenn mehr als 25 Kleinplaneten in einer Monatshälfte entdeckt werden – was heute die Regel ist – beginnt die Buchstabenkombination von vorne, gefolgt von jeweils einer je Lauf um eins erhöhten laufenden Nummer.
Der erste Asteroid wurde 1801 von Giuseppe Piazzi an der Sternwarte Palermo auf Sizilien entdeckt. Piazzi taufte den Himmelskörper auf den Namen „Ceres Ferdinandea“. Die römische Göttin Ceres ist Schutzpatronin der Insel Sizilien. Mit dem zweiten Namen wollte Piazzi König Ferdinand IV., den Herrscher über Italien und Sizilien ehren. Dies missfiel der internationalen Forschergemeinschaft und der zweite Name wurde fallengelassen. Die offizielle Bezeichnung des Asteroiden lautet demnach (1) Ceres.
Bei den weiteren Entdeckungen wurde die Nomenklatur beibehalten und die Asteroiden wurden nach römischen und griechischen Göttinnen benannt; dies waren (2) Pallas, (3) Juno, (4) Vesta, (5) Astraea, (6) Hebe, und so weiter.
Als immer mehr Asteroiden entdeckt wurden, gingen den Astronomen die antiken Gottheiten aus. So wurden Asteroiden unter anderem nach den Ehefrauen der Entdecker, zu Ehren historischer Persönlichkeiten oder Persönlichkeiten des öffentlichen Lebens, Städten und Märchenfiguren benannt. Beispiele hierfür sind die Asteroiden (21) Lutetia, (216) Kleopatra, (719) Albert, (1773) Rumpelstilz, (5535) Annefrank, (17744) Jodiefoster.
Neben Namen aus der griechisch-römischen Mythologie kommen auch Namen von Gottheiten aus anderen Kulturkreisen zur Anwendung, insbesondere für neu entdeckte, größere Objekte, wie (20000) Varuna, (50000) Quaoar und (90377) Sedna.
Monde von Asteroiden erhalten zu ihrem Namen keine permanente Nummer und gelten nicht als Asteroiden oder Kleinkörper, da sie nicht selbstständig die Sonne umlaufen.

## Entstehung
Zunächst gingen die Astronomen davon aus, dass die Asteroiden das Ergebnis einer kosmischen Katastrophe seien, bei der ein Planet zwischen Mars und Jupiter auseinanderbrach und Bruchstücke auf seiner Bahn hinterließ. Es zeigte sich jedoch, dass die Gesamtmasse der im Hauptgürtel vorhandenen Asteroiden sehr viel geringer ist als die des Erdmondes. Schätzungen der Gesamtmasse der Kleinplaneten schwanken zwischen 0,1 und 0,01 Prozent der Erdmasse (Der Mond hat etwa 1,23 Prozent der Erdmasse). Daher wird angenommen, dass die Asteroiden eine Restpopulation von Planetesimalen aus der Entstehungsphase des Sonnensystems darstellen. Die Gravitation von Jupiter, dessen Masse am schnellsten zunahm, verhinderte die Bildung eines größeren Planeten aus dem Asteroidenmaterial. Die Planetesimale wurden auf ihren Bahnen gestört, kollidierten immer wieder heftig miteinander und zerbrachen. Ein Teil wurde auf Bahnen abgelenkt, die sie auf Kollisionskurs mit den Planeten brachten. Hiervon zeugen noch die Einschlagkrater auf den Planetenmonden und den inneren Planeten. Die größten Asteroiden wurden nach ihrer Entstehung stark erwärmt (hauptsächlich durch den radioaktiven Zerfall des Aluminium-Isotops 26Al und möglicherweise auch des Eisenisotops 60Fe) und im Innern aufgeschmolzen. Schwere Elemente, wie Nickel und Eisen, setzten sich infolge der Schwerkraftwirkung im Inneren ab, die leichteren Verbindungen, wie die Silikate, verblieben in den Außenbereichen. Dies führte zur Bildung von differenzierten Körpern mit metallischem Kern und silikatischem Mantel. Ein Teil der differenzierten Asteroiden zerbrach bei weiteren Kollisionen, wobei Bruchstücke, die in den Anziehungsbereich der Erde geraten, als Meteoriten niedergehen.

## Klassifikationsschemata

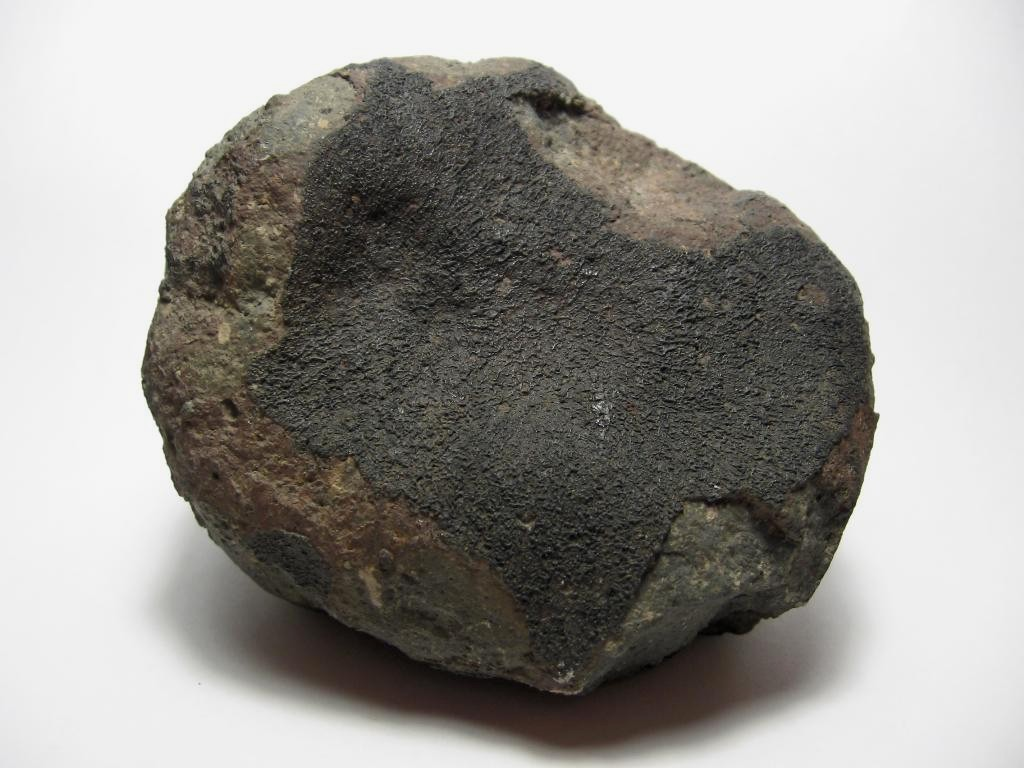
Kohliger Chondrit

Die spektroskopische Untersuchung der Asteroiden zeigte, dass deren Oberflächen chemisch unterschiedlich zusammengesetzt sind. Analog erfolgte eine Einteilung in verschiedene spektrale bzw. taxonomische Klassen.

### Klassifikationsschema nach Tholen
David J. Tholen veröffentlichte 1984 für die Einordnung von Asteroiden anhand ihrer Spektraleigenschaften ein Klassifikationsschema mit 14 Klassen, die wiederum in 3 Gruppen (C, S und X) zusammengefasst sind:
- A-Asteroiden:  Das Spektrum der A-Asteroiden zeigt deutliche Olivinbanden und weist auf einen völlig differenzierten Mantelbereich hin. A-Asteroiden halten sich im inneren Bereich des Hauptgürtels auf. Beispiele wären (446) Aeternitas, (1951) Lick und (1747) Wright.
- B-Asteroiden:  Ähnlich zusammengesetzt wie die C- und G-Klasse. Abweichungen im UV-Bereich. Beispiele: (62) Erato, (2) Pallas, (3200) Phaethon sind B-Asteroiden.
- C-Asteroiden:  Dies ist mit einem Anteil von 75 Prozent der häufigste Asteroidentyp. C-Asteroiden weisen eine kohlen- oder kohlenstoffartige (das C steht für Kohlenstoff), dunkle Oberfläche mit einer Albedo um 0,05 auf. Es wird vermutet, dass die C-Asteroiden aus dem gleichen Material bestehen wie die kohligen Chondriten, einer Gruppe von Steinmeteoriten. Die C-Asteroiden bewegen sich im äußeren Bereich des Hauptgürtels. (54) Alexandra, (164) Eva und (2598) Merlin sind Vertreter dieses Spektraltyps.
- D-Asteroiden:  Dieser Typ ist ähnlich zusammengesetzt wie die P-Asteroiden, mit einer geringen Albedo und einem rötlichen Spektrum. Beispiele sind (3552) Don Quixote, (435) Ella, (944) Hidalgo.
- E-Asteroiden:  Die Oberflächen dieses seltenen Typs von Asteroiden bestehen aus dem Mineral Enstatit. Chemisch dürften sie den Enstatit-Chondriten, einer Gruppe von Steinmeteoriten, ähneln. E-Asteroiden besitzen eine hohe Albedo von 0,4 und mehr. Beispiele: (29075) 1950 DA, (33342) 1998 WT24, (64) Angelina, (2867) Šteins.
- F-Asteroiden:  Ebenfalls eine Untergruppe der C-Klasse, jedoch mit Unterschieden im UV-Bereich. Außerdem fehlen Absorptionslinien im Wellenlängenbereich des Wassers. Beispiele: (704) Interamnia, (1012) Sarema, (530) Turandot.
- G-Asteroiden:  Sie können als Untergruppe der C-Klasse angesehen werden, da sie ein ähnliches Spektrum aufweisen, jedoch im UV-Bereich unterschiedliche Absorptionslinien aufweisen. Beispiele: (106) Dione, (130) Elektra, (19) Fortuna.
- M-Asteroiden:  Der überwiegende Rest der Asteroiden wird diesem Typ zugerechnet. Bei den M-Meteoriten (das M steht für metallisch) dürfte es sich um die metallreichen Kerne differenzierter Asteroiden handeln, die bei der Kollision mit anderen Himmelskörpern zertrümmert wurden. Sie besitzen eine ähnliche Albedo wie die S-Asteroiden. Ihre Zusammensetzung dürfte der von Nickel-Eisenmeteoriten gleichen. (250) Bettina, (325) Heidelberga, (224) Oceana, (16) Psyche und (498) Tokio sind M-Asteroiden.
- P-Asteroiden:  Asteroiden dieses Typs besitzen eine sehr geringe Albedo und ein Spektrum im rötlichen Bereich. Sie sind wahrscheinlich aus Silikaten mit Kohlenstoffanteilen zusammengesetzt. P-Asteroiden halten sich im äußeren Bereich des Hauptgürtels auf. Beispiele: (65) Cybele, (76) Freia, (1001) Gaussia, (46) Hestia und (643) Scheherezade.
- R-Asteroiden:  Dieser Typ ist ähnlich aufgebaut wie die V-Asteroiden. Das Spektrum weist auf hohe Anteile an Olivinen und Pyroxenen hin. Beispiel: (349) Dembowska.
- S-Asteroiden:  Der mit einem Anteil von 17 Prozent zweithäufigste Typ (das S steht für Silikat) kommt hauptsächlich im inneren Bereich des Hauptgürtels vor. S-Asteroiden besitzen eine hellere Oberfläche mit einer Albedo von 0,15 bis 0,25. Von ihrer Zusammensetzung her ähneln sie den gewöhnlichen Chondriten, einer Gruppe von Steinmeteoriten, die überwiegend aus Silikaten zusammengesetzt sind. Beispiele: (29) Amphitrite, (5) Astraea, (27) Euterpe, (6) Hebe, (7) Iris.
- T-Asteroiden:  T-Asteroiden findet man im mittleren und äußeren Bereich des Hauptgürtels sowie bei den Jupiter-Trojanern. Sie weisen ein dunkles rötliches Spektrum auf, unterscheiden sich jedoch von den P- und R-Asteroiden. Beispiele: (96) Aegle, (3317) Paris, (308) Polyxo, (596) Scheila.
- V-Asteroiden:  Dieser seltene Typ von Asteroiden (das V steht für Vesta) ist ähnlich zusammengesetzt wie die S-Asteroiden. Der einzige Unterschied ist der erhöhte Anteil an Pyroxen-Mineralen. Es wird angenommen, dass alle V-Asteroiden aus dem silikatischen Mantel von Vesta stammen und bei der Kollision mit einem anderen großen Asteroiden abgesprengt wurden. Darauf weist ein gewaltiger Impaktkrater auf Vesta hin. Die auf der Erde gefundenen HED-Achondrite, eine seltene Gruppe von Steinmeteoriten, könnten ebenfalls von Vesta stammen, da sie eine ähnliche chemische Zusammensetzung aufweisen. Beispiele für V-Asteroiden: (4055) Magellan, (3908) Nyx, (3551) Verenia.
- X-Asteroiden:  Asteroiden mit rötlichen Spektren, die nicht genauer in die Klassen E, M oder P eingeordnet werden können, weil die dafür notwendigen Albedo-Bestimmungen nicht vorliegen. Beispiele: (53319) 1999 JM8, (3362) Khufu, (275) Sapientia, (1604) Tombaugh.

Das Klassifikationsschema wurde von Tholen 1989 ergänzt:
U Zusatz zeigt ein ungewöhnliches Spektrum an; weit vom Zentrum des Cluster entfernt
 : Zusatz zeigt „noisy“ Daten an
 :: Zusatz zeigt sehr „noisy“ Daten an
--- Zeigt Daten an, die zu „noisy“ sind, als dass eine Klassifikation möglich wäre (im Grunde wären alle Klassen möglich)
I Widersprüchliche Daten
Nach Tholen können bis zu vier Buchstaben vergeben werden, beispielsweise „SCTU“.
Ein Asteroid mit einem derartigen Zusatz ist beispielsweise (2340) Hathor, welcher nach Tholen in die Spektralklasse „CSU“ einsortiert werden würde (nach SMASSII als Sq). Der Buchstabe „I“ ist beispielsweise in der JPL Small-Body Database beim Asteroiden (515) Athalia eingetragen, nach SMASSII wird der Asteroid als „Cb“ eingeordnet.

## Zusammensetzung
In der Vergangenheit gingen Wissenschaftler davon aus, dass die Asteroiden monolithische Felsbrocken, also kompakte Gebilde, sind.
Die geringen Dichten etlicher Asteroiden sowie das Vorhandensein riesiger Einschlagkrater auf ihnen deuten jedoch darauf hin, dass viele Asteroiden locker aufgebaut sind und eher als rubble piles anzusehen sind, also als lose „Schutthaufen“, die nur durch die Gravitation zusammengehalten werden. Locker aufgebaute Körper können die bei Kollisionen auftretenden Kräfte nämlich absorbieren, ohne zerstört zu werden; kompakte Körper werden dagegen bei größeren Einschlagereignissen durch die Stoßwellen auseinandergerissen.
Darüber hinaus weisen die großen Asteroiden nur geringe Rotationsgeschwindigkeiten auf. Eine schnelle Rotation um die eigene Achse würde sonst dazu führen, dass sie durch die auftretenden Fliehkräfte auseinandergerissen werden (siehe auch: YORP-Effekt).
Man geht heute davon aus, dass der überwiegende Teil der über 200 Meter großen Asteroiden derartige kosmische Schutthaufen sind.

## Bahnen
Anders als die Planeten besitzen viele Asteroiden keine annähernd kreisrunden Umlaufbahnen. Sie haben, abgesehen von den meisten Hauptgürtelasteroiden und den Cubewanos im Kuipergürtel, meist sehr exzentrische Orbits, deren Ebenen in vielen Fällen stark gegen die Ekliptik geneigt sind. Ihre relativ hohen Exzentrizitäten machen sie zu Bahnkreuzern; das sind Objekte, die während ihres Umlaufs die Bahnen eines oder mehrerer Planeten passieren. Die Schwerkraft des Jupiter sorgt allerdings dafür, dass sich Asteroiden, bis auf wenige Ausnahmen, nur jeweils innerhalb oder außerhalb seiner Umlaufbahn bewegen.
Anhand ihrer Bahnen werden Asteroiden auch zu mehreren Asteroidenfamilien zugeordnet, die sich durch ähnliche Werte von großer Halbachse, Exzentrizität sowie Inklination ihrer Bahn auszeichnen. Die Asteroiden einer Familie stammen vermutlich vom gleichen Ursprungskörper ab. Im Jahr 2015 listete David Nesvorný fünf Hauptfamilien auf. Etwa 45 % aller Asteroiden des Hauptgürtels können anhand der gegebenen Kriterien einer solchen Familie zugeordnet werden.

### Asteroiden innerhalb der Marsbahn
Innerhalb der Marsbahn bewegen sich einige unterschiedliche Asteroidengruppen, die alle bis auf wenige Ausnahmen aus Objekten von unter fünf Kilometer Größe (überwiegend jedoch deutlich kleiner) bestehen. Einige dieser Objekte sind Merkur- und Venusbahnkreuzer, von denen sich mehrere nur innerhalb der Erdbahn bewegen, manche können sie auch kreuzen. Wiederum andere bewegen sich hingegen nur außerhalb der Erdbahn.
Die Existenz der als Vulkanoiden bezeichneten Gruppe von Asteroiden konnte bislang nicht nachgewiesen werden. Diese Asteroiden sollen sich auf sonnennahen Bahnen innerhalb der von Merkur bewegen.

#### Erdnahe Asteroiden

Typen erdnaher Orbits

Asteroiden, deren Bahnen dem Orbit der Erde nahekommen, werden als erdnahe Asteroiden, auch NEAs (Near Earth Asteroids) bezeichnet. Üblicherweise wird als Abgrenzungskriterium ein Perihel kleiner als 1,3 AE verwendet. Wegen einer theoretischen Kollisionsgefahr mit der Erde wird seit einigen Jahren systematisch nach ihnen gesucht. Bekannte Suchprogramme sind zum Beispiel Lincoln Near Earth Asteroid Research (LINEAR), der Catalina Sky Survey, Pan-STARRS, NEAT und LONEOS.
- Amor-Typ:  Die Objekte dieses Asteroidentyps kreuzen die Marsbahn in Richtung Erde. Allerdings kreuzen sie nicht die Erdbahn. Ein Vertreter ist der 1898 entdeckte (433) Eros, der sich der Erdbahn bis 0,15 AE nähert. Nahe Vorbeigänge von Eros an der Erde dienten in den Jahren 1900 und 1931 zur genauen Vermessung des Sonnensystems. Der Namensgeber der Gruppe, der 1932 entdeckte (1221) Amor, besitzt eine typische Bahn von 1,08 bis 2,76 AE. Der größte Vertreter dieser Gruppe ist mit 38 Kilometern Durchmesser der Asteroid (1036) Ganymed. Alle Asteroiden des Amor-Typs haben ihr Perihel in relativer Erdnähe, ihr Aphel kann jedoch sowohl innerhalb der Marsbahn als auch weit außerhalb der Jupiterbahn liegen.
- Apohele-Typ: Diese Objekte gehören zu einer Untergruppe des Aten-Typs, deren Aphel innerhalb der Erdbahn liegt und diese somit nicht kreuzen (Aten-Asteroiden haben ihr Aphel typischerweise außerhalb der Erdbahn).
- Erdbahnkreuzer: Dies sind Objekte, deren Umlaufbahn die der Erde kreuzt, was die Wahrscheinlichkeit einer Kollision beinhaltet.
  - Apollo-Typ:  Asteroiden dieses Typs haben eine Bahnhalbachse mit einer Ausdehnung von mehr als einer AE, wobei einige ihrer Mitglieder sehr exzentrische Umlaufbahnen besitzen, welche die Erdbahn kreuzen können. Einige können im Perihel-Durchgang sogar ins Innere der Venus-Umlaufbahn gelangen. Namensgeber der Gruppe ist der 1932 von K. Reinmuth entdeckte (1862) Apollo mit einer Bahn von 0,65 bis 2,29 AE. Der 1937 entdeckte (69230) Hermes zog in nur 1½-facher Monddistanz an der Erde vorbei und galt danach als verschollen, bis er im Jahr 2003 schließlich wiedergefunden wurde. Der größte Apollo-Asteroid ist (1866) Sisyphus.
  - Aten-Typ:  Dies sind erdnahe Asteroiden, deren Bahnhalbachse typischerweise eine Länge von weniger als einer AE besitzt. Jedoch liegt ihr Aphel in allen Fällen außerhalb der Erdbahn. Daher können Aten-Asteroiden mit exzentrischen Bahnen die Erdbahn von innen her kreuzen. Benannt wurde die Gruppe nach dem 1976 entdeckten (2062) Aten. Weitere Vertreter der Gruppe sind (99942) Apophis, (2340) Hathor und (3753) Cruithne.
  - Arjuna-Asteroiden: Objekte dieser Gruppe besitzen eine erdähnliche Umlaufbahn. Dieser Gruppe gehören meist Asteroiden der Apollo-, Amor- oder Aten-Gruppe an.

### Asteroiden zwischen Mars und Jupiter

Der Asteroidengürtel

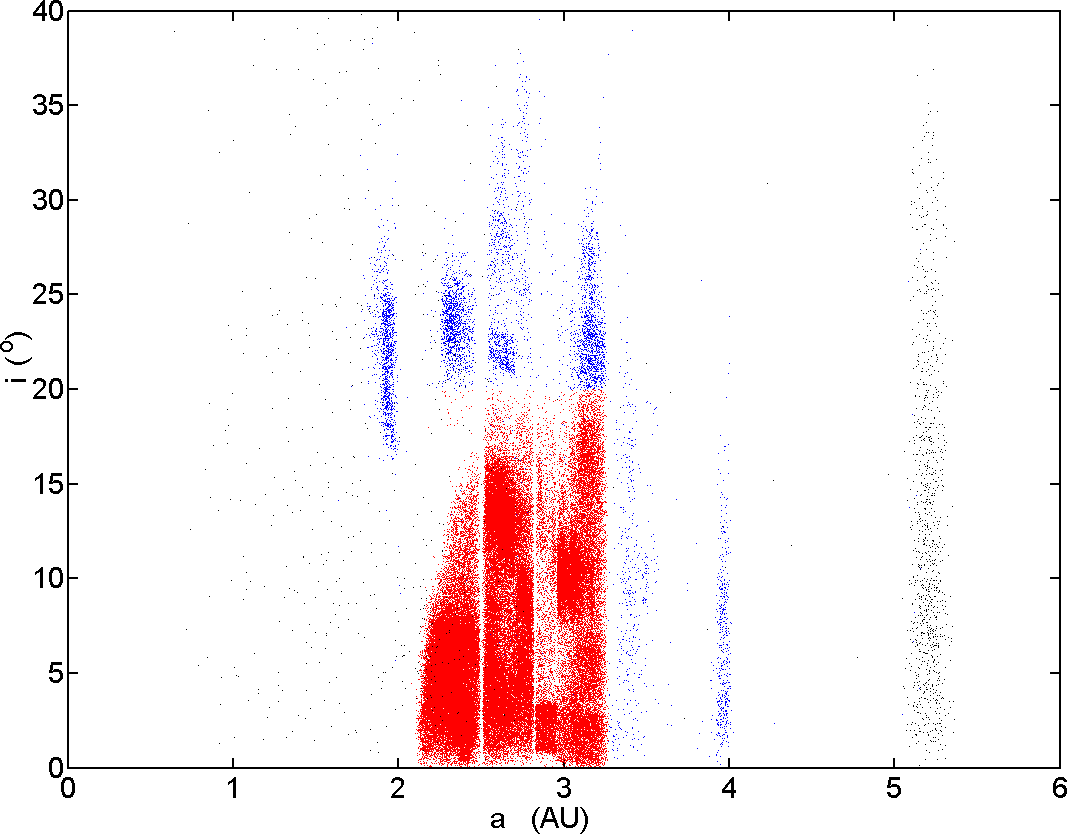
Länge der Bahnhalbachsen der Asteroiden zwischen Mars und Jupiter gegen ihre Bahnneigung (rot: Hauptgürtelobjekte, blau: sonstige Asteroidengruppen); Deutlich zu erkennen: die Kirkwoodlücken, die Hildas bei 4 AE und die Trojaner bei etwa 5,2 AE.

Etwa 90 Prozent der bekannten Asteroiden bewegen sich zwischen den Umlaufbahnen von Mars und Jupiter. Sie füllen damit die Lücke in der Titius-Bode-Reihe. Die größten Objekte sind hier (1) Ceres, (2) Pallas, (4) Vesta und (10) Hygiea.

#### Asteroiden des Hauptgürtels
Die meisten der Objekte, deren Bahnhalbachsen zwischen der Mars- und Jupiterbahn liegen, sind Teil des Asteroiden-Hauptgürtels. Sie weisen eine Bahnneigung unter 20° und Exzentrizitäten unter 0,25 auf. Die meisten sind durch Kollisionen größerer Asteroiden in dieser Zone entstanden und bilden daher Gruppen mit ähnlicher chemischer Zusammensetzung. Ihre Umlaufbahnen werden durch die sogenannten Kirkwoodlücken begrenzt, die durch Bahnresonanzen zu Jupiter entstehen. Dadurch lässt sich der Hauptgürtel in drei Zonen einteilen:
- Innerer Hauptgürtel:  Diese Zone wird durch die 4:1- und 3:1-Resonanz begrenzt, liegt zwischen etwa 2,06 und 2,5 AE und enthält meist silikatreiche Asteroiden der V- und S-Klasse.
- Mittlerer Hauptgürtel:  Objekte in dieser Gruppe besitzen Bahnhalbachsen zwischen 2,5 und 2,8 AE. Dort dominieren Asteroiden des C-Typs. Auch der Zwergplanet Ceres bewegt sich in dieser Zone, die zwischen der 3:1-Resonanz (Hestia-Lücke) und der 5:2-Resonanz liegt.
- Äußerer Hauptgürtel:  Dieses Gebiet wird nach außen hin von der Hecubalücke (2:1-Resonanz) bei etwa 3,3 AE begrenzt. In diesem Bereich treten häufig Objekte der D- und P-Klasse auf.

#### Asteroiden außerhalb des Hauptgürtels
Außerhalb des Asteroidengürtels liegen vereinzelt kleinere Asteroidengruppen, deren Umlaufbahnen meist in Resonanz zur Jupiterbahn stehen und dadurch stabilisiert werden. Außerdem existieren weitere Gruppen, die ähnliche Längen der Bahnhalbachsen aufweisen wie die Hauptgürtelasteroiden, jedoch deutlich stärker geneigte Bahnen (teilweise über 25°) oder andere ungewöhnliche Bahnelemente aufweisen:
- Hungaria-Gruppe: Diese Gruppe besitzt Bahnhalbachsen von 1,7 bis 2 AE und steht in 9:2-Resonanz zu Jupiter. Sie besitzen mit einer mittleren Exzentrizität von 0,08 fast kreisrunde Bahnen, allerdings sind diese sehr stark gegen die Ekliptik geneigt (17° bis 27°). Der Namensgeber für die Hungaria-Gruppe ist der Asteroid (434) Hungaria.
- Phocaea-Gruppe: Objekte mit einem mittleren Bahnradius zwischen 2,25 und 2,5 AE, Exzentrizitäten von mehr als 0,1 und Inklinationen zwischen 18° und 32°.
- Alinda-Typ: Diese Gruppe bewegt sich in 3:1-Resonanz zu Jupiter und in 1:4-Resonanz zur Erde mit Bahnhalbachsen um 2,5 AE. Die Bahnen dieser Objekte werden durch die Resonanz zu Jupiter, welche dieses Gebiet von Asteroiden freiräumt (dort befindet sich die Hestia-Lücke), gestört. Hierdurch werden die Exzentrizitäten dieser Objekte beständig erhöht, bis die Resonanz bei einer Annäherung an einen der inneren Planeten aufgelöst wird. Einige Alinda-Asteroiden haben ihr Perihel nahe oder innerhalb der Erdbahn. Ein Vertreter dieser Gruppe ist der Asteroid (4179) Toutatis.
- Pallas-Familie: Eine Gruppe von Asteroiden der B-Klasse mit Bahnhalbachsen von 2,7 bis 2,8 AE und relativ hohen Bahnneigungen von über 30°. Die Familie besteht aus Fragmenten, die bei Zusammenstößen aus Pallas herausgeschleudert wurden.
- Cybele-Gruppe: Objekte dieser Gruppe bewegen sich jenseits der Hecuba-Lücke außerhalb des Hauptgürtels bei Entfernungen zwischen 3,27 und 3,7 AE und gruppieren sich um die 7:4-Resonanz zu Jupiter. Sie haben Exzentrizitäten von weniger als 0,3 und Bahnneigungen unter 25°.
- Hilda-Gruppe (nach (153) Hilda benannt): Die Hildas bewegen sich in einer Bahnresonanz von 3:2 mit dem Planeten Jupiter. Ihnen gemeinsam ist ein mittlerer Sonnenabstand zwischen 3,7 und 4,2 AE, eine Bahnexzentrizität kleiner als 0,3 und eine Inklination kleiner als 20°.

### Asteroiden außerhalb der Jupiterbahn
- Zentauren:  Mit Perihel zwischen den Planeten Jupiter und Neptun bewegt sich eine als Zentauren bezeichnete Gruppe von Asteroiden auf exzentrischen Bahnen. Der erste entdeckte Vertreter war (2060) Chiron. Die Zentauren stammen vermutlich aus dem Kuipergürtel und sind durch gravitative Störungen auf instabile Bahnen abgelenkt worden.

- Damocloiden:  Eine Gruppe von Objekten, die nach dem Asteroiden (5335) Damocles benannt wurde. Sie haben ihr Aphel meist jenseits der Uranusbahn, aber ein Perihel im inneren Sonnensystem. Ihre kometenähnlichen Bahnen sind sehr exzentrisch und stark gegen die Ekliptik geneigt. Ihr Umlauf ist in manchen Fällen rückläufig. Die bekannten Objekte sind um die acht Kilometer groß und ähneln Kometenkernen, besitzen jedoch weder Halo noch Schweif.

#### Transneptunische Objekte, Kuipergürtel-Objekte

Bahnen der transneptunischen Objekte. (blau: Cubewanos, grün: resonante KBOs, schwarz: SDOs)

Im äußeren Sonnensystem, jenseits der Neptunbahn, bewegen sich die transneptunischen Objekte, von denen die meisten als Teil des Kuipergürtels betrachtet werden (Kuiper belt objects; KBO). Dort wurden die bislang größten Asteroiden oder Planetoiden entdeckt. Die Objekte dieser Zone lassen sich anhand ihrer Bahneigenschaften in drei Gruppen einteilen:
- Resonante KBOs:  Die Bahnen dieser Objekte stehen in Resonanz zu Neptun. Die bekanntesten Vertreter sind die Plutinos, zu denen der größte bekannte Zwergplanet (134340) Pluto und auch (90482) Orcus gehören.
- Cubewanos: Diese Objekte bewegen sich in nahezu kreisrunden Bahnen mit Neigungen unter 30° in einer Entfernung zwischen 42 und 50 AE um die Sonne. Bekannte Vertreter sind (20000) Varuna und (50000) Quaoar sowie der Namensgeber der Gruppe (15760) QB1.
- Gestreute KBOs: Himmelskörper dieser Gruppe besitzen sehr exzentrische Orbits, deren Aphel in über 25000 AE Entfernung liegen kann, während das Perihel meist bei 35 AE liegt. Teil dieser Gruppe ist der massereichste bekannte Zwergplanet (136199) Eris.

### Asteroiden, die sich auf Planetenbahnen bewegen
Asteroiden, die sich in den Lagrange-Punkten der Planeten befinden, werden „Trojaner“ genannt. Zuerst wurden diese Begleiter bei Jupiter entdeckt. Sie bewegen sich auf der Jupiterbahn vor beziehungsweise hinter dem Planeten. Jupitertrojaner sind beispielsweise (588) Achilles und (1172) Äneas. 1990 wurde der erste Marstrojaner entdeckt und (5261) Eureka genannt. In der Folgezeit wurden weitere Marstrojaner entdeckt. Auch Neptun besitzt Trojaner und 2011 wurde mit (687170) 2011 QF99 der erste Uranustrojaner entdeckt.
Manche Asteroiden bewegen sich auf einer Hufeisenumlaufbahn auf einer Planetenbahn, wie zum Beispiel der Asteroid 2002 AA29 in der Nähe der Erde.

### Interstellarer Asteroid
Im Oktober 2017 wurde mit 1I/ʻOumuamua der erste interstellar reisende Asteroid entdeckt. Er ist länglich geformt, rund 400 Meter lang und näherte sich aus Richtung des Sternbildes Leier kommend mit einer Inklination von etwa 57° gegenüber den Bahnebenen der Planeten. Nachdem seine Bahn durch die Gravitation der Sonne um etwa 113° abgelenkt wurde, flog er auf seinem neuen Kurs in Richtung des Sternbildes Pegasus am 14. Oktober 2017 in ca. 24 Millionen Kilometern Entfernung an der Erde vorbei.

### Einzelobjekte
Im Sonnensystem bewegen sich einige Asteroiden, die Charakteristika aufweisen, die sie mit keinem anderen Objekt teilen. Dazu zählen unter anderem (944) Hidalgo, der sich auf einer stark exzentrischen, kometenähnlichen Umlaufbahn zwischen Saturn und dem Hauptgürtel bewegt, und (279) Thule, der sich als einziger Vertreter einer potenziellen Gruppe von Asteroiden in 4:3-Resonanz zu Jupiter bei 4,3 AE um die Sonne bewegt. Ein weiteres Objekt ist (90377) Sedna, ein relativ großer Asteroid, der weit außerhalb des Kuipergürtels eine exzentrische Umlaufbahn besitzt, die ihn bis zu 900 AE von der Sonne entfernt. Inzwischen wurden allerdings mindestens fünf weitere Objekte mit ähnlichen Bahncharakteristika wie Sedna entdeckt; sie bilden die neue Gruppe der Sednoiden.
Einige Charakteristika wie ihre Form lassen sich aus ihrer Lichtkurve berechnen.

### Orientierung der Bahnrotation
Planeten, Asteroiden und Kometen kreisen typisch alle in derselben Richtung um die Sonne.
2014 wurde ein erster Asteroid entdeckt, 2015 nummeriert und 2019 benannt, nämlich (514107) Kaʻepaokaʻawela, der in die entgegengesetzte Richtung umläuft; und zwar in der Ko-Orbit-Region des Planeten Jupiter. 2018 wurde analysiert, dass (514107) Kaʻepaokaʻawela schon vor der Bildung der Planeten von außerhalb des Sonnensystems eingefangen worden sein muss.
Heute ist bekannt, dass etwa 100 weitere Asteroiden „falsch herum“ um die Sonne laufen.

## Einschlagwahrscheinlichkeit und -wirkung
Asteroiden, die mit wesentlich größeren Himmelskörpern wie Planeten kollidieren, erzeugen Einschlagkrater. Die Größe des Einschlagkraters und die damit verbundene Energiefreisetzung (Explosion) wird maßgeblich durch die Geschwindigkeit, Größe, Masse und Zusammensetzung des Asteroiden bestimmt.
Die Flugbahnen der Asteroiden im Sonnensystem sind nicht genau genug bekannt, um auf längere Zeit berechnen zu können, ob und wann genau ein Asteroid auf der Erde (oder auf einem anderen Planeten) einschlagen wird. Durch Annäherung an andere Himmelskörper unterliegen die Bahnen der Asteroiden ständig kleineren Veränderungen. Deswegen wird auf Basis der bekannten Bahndaten und -unsicherheiten lediglich das Risiko von Einschlägen errechnet. Es verändert sich bei neuen, genaueren Beobachtungen fortlaufend.
Mit der Turiner Skala und der Palermo-Skala gibt es zwei gebräuchliche Methoden zur Bewertung des Einschlagrisikos von Asteroiden auf der Erde und der damit verbundenen Energiefreisetzung und Zerstörungskraft:
- Die Turiner Skala ist anschaulich und einfach gehalten. Sie ist in ganzzahlige Stufen von 0 bis 10 eingeteilt, wobei 0 keine Gefahr bedeutet und Stufe 10 einem sicheren Einschlag mit großer globaler Zerstörungswirkung entspricht (→Global Killer). Von dieser Skala wird eher in den Medien Gebrauch gemacht, da sie einfacher zu verstehen ist als die Palermo-Skala.
- Die Palermo-Skala wiederum findet in der Astronomie häufigere Anwendung, da sie physikalisch aussagekräftiger ist. Sie setzt die Einschlagwahrscheinlichkeit mit dem Hintergrundrisiko durch Objekte vergleichbarer Größe in Verbindung. Die Palermo-Skala ist logarithmisch aufgebaut: Ein Wert von 0 auf der Palermo-Skala entspricht dem einfachen Hintergrundrisiko (1=100), 1 entspricht zehnfachem Risiko (10=101), 2 dem 100-fachen Risiko (100=102) und so weiter.

Die Europäische Weltraumorganisation (ESA) publiziert öffentlich eine fortlaufend aktualisierte Risikoliste, in der Asteroiden und deren Wahrscheinlichkeit einer Kollision mit der Erde aufgeführt sind.

### Nahe Begegnungen mit erdnahen Asteroiden

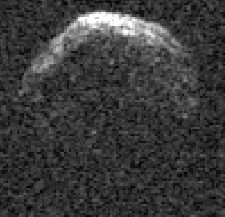
Radaraufnahme des Asteroiden (29075) 1950 DA

- Am 18. März 2004 passierte um 23:08 Uhr MEZ der Asteroid 2004 FH, ein Gesteinsbrocken mit etwa 30 Metern Durchmesser, die Erde über dem südlichen Atlantik in einem Abstand von nur 43.000 Kilometern.
- Der nur etwa sechs Meter große Asteroid 2004 FU162 näherte sich der Erde am 31. März 2004 auf 6.535 Kilometer.
- Die zweitgrößte Annäherung erfolgte am 19. Dezember 2004 durch 2004 YD5 (5 m Durchmesser) in einer Entfernung von 35.000 km. Aufgrund der geringen Größe von nur wenigen Metern würde er, ebenso wie 2004 FU162, wahrscheinlich zu den Meteoroiden gezählt werden.
- Am 29. Januar 2008 passierte um 09:33 Uhr MEZ der Asteroid 2007 TU24 (250 m Durchmesser) im Abstand von 538.000 Kilometern die Erde.
- Am 9. Oktober 2008 passierte der rund einen Meter große Asteroid 2008 TS26 in nur 6150 Kilometern Entfernung die Erde. Nur ein anderer derzeit bekannter Asteroid ist der Erde näher gekommen.[15]
- Am 2. März und am 18. März 2009 um 13:17 Uhr MEZ passierten die Asteroiden 2009 DD45 (21–47 m Durchmesser) bzw. 2009 FH (13–29 m) die Erde in einer Entfernung von nur 70.000 bzw. 80.000 km. Die beiden Asteroiden wurden erst einen Tag zuvor entdeckt.
- Erst 15 Stunden vor seiner dichtesten Annäherung an der Erde entdeckten Astronomen einen sieben Meter großen Asteroiden. Der Gesteinsbrocken streifte am 6. November 2009 in einer Entfernung von 2 Erdradien an der Erde vorbei. Er wurde vom Catalina Sky Survey aufgespürt. Damit erreichte der Asteroid mit der Bezeichnung 2009 VA die drittgrößte Annäherung aller bisher bekannten und katalogisierten Asteroiden, die nicht auf die Erde einschlugen.[15]
- Am 13. Januar 2010 passierte um 13:46 Uhr MEZ der Asteroid 2010 AL30 (10–15 m Durchmesser) im Abstand von 130.000 Kilometern die Erde. Er wurde am 10. Januar 2010 von Wissenschaftlern des MIT entdeckt.
- Am 8. September 2010 passierten zwei Asteroiden die Erde: um 11:51 Uhr MEZ der Asteroid 2010 RX30 (10–62 m Durchmesser) im Abstand von 250.000 Kilometern und um 23:12 Uhr MEZ der Asteroid 2010 RF12 (7–16 m Durchmesser) im Abstand von 80.000 Kilometern. Beide wurden am 5. September 2010 entdeckt.[16]
- Am 9. November 2011 passierte der 400 m große Asteroid (308635) 2005 YU55 in 324.600 km Entfernung – also innerhalb der Mondbahn – die Erde.[17]
- Am 27. Januar 2012 passierte der 11 m große Asteroid 2012 BX34 in einer Entfernung von weniger als 60.000 km die Erde.[18][19]
- Am 15. Februar 2013 passierte der ca. 45 m große Asteroid (367943) Duende in einer Entfernung von knapp 28.000 km die Erde, also noch unterhalb der Umlaufbahn der geostationären Satelliten.[20]
- Am 29. August 2016 passierte der Asteroid 2016 QA2 mit etwa 34 m Durchmesser die Erde in einer Entfernung von ca. 84.000 km. Der Asteroid wurde erst wenige Stunden vorher entdeckt.[21]
- Am 26. Juli 2019 passierte der Asteroid 2019 OK mit etwa 100 m Durchmesser die Erde in einer Entfernung von ca. 65.000 km. Der Asteroid wurde erst 12 Stunden vorher vom SONEAR-Observatorium in Brasilien entdeckt.[22]
- Am 16. August 2020 passierte der Asteroid 2020 QG die Erde über dem Indischen Ozean in nur 3000 km Höhe. Das ist zu diesem Zeitpunkt der allernächste je beobachtete Vorbeiflug. Mit seinen ca. 3–6 m Durchmesser wäre er bei größerer Annäherung wahrscheinlich in der Atmosphäre verglüht.[23]

Zukunft
- Am 13. April 2029 wird der 270 m große Asteroid (99942) Apophis die Erde passieren. Nach bisherigen Berechnungen wird nur etwa der dreifache Erddurchmesser (etwa 30.000 Kilometer) zwischen der Erde und dem Asteroiden liegen. Solch ein Ereignis kommt laut Angaben der Universität von Michigan nur alle 1300 Jahre vor. Die Wahrscheinlichkeit einer Kollision der Erde mit Apophis ist mit 0,023 Prozent aus derzeitiger Sicht (Stand 11. Juli 2019) recht unwahrscheinlich.[14]
- Am 14. Februar 2046 soll der Asteroid 2023 DW mit einer Entfernung von 1,8 Millionen Kilometer vorbeikommen. Der Durchmesser beträgt 50 Metern. Die Trefferquote beträgt zwischen 1 zu 560 bis 650 auf der Turiner Skala[24]
- Die höchste Wahrscheinlichkeit einer Kollision mit der Erde wird derzeit (Stand 17. Juli 2019) dem Asteroiden 2010 RF12 (8 m Durchmesser) zugewiesen. Er wird die Erde am 5. September 2095 mit einer Wahrscheinlichkeit von 6,25 Prozent treffen.[14]
- Der Asteroid (29075) 1950 DA (2 km Durchmesser)[14][25] wird der Erde am 16. März 2880 sehr nahe kommen, wobei die Möglichkeit einer Kollision besteht. Die Wahrscheinlichkeit dafür liegt bei 0,33 Prozent.[26]

### Beispiele für Einschläge auf der Erde
Eine Auflistung irdischer Krater findet sich in der Liste der Einschlagkrater der Erde sowie als Auswahl unter Große und bekannte Einschlagkrater.

### Mutmaßliche Kollisionen zwischen Asteroiden
Die Wissenschaft benennt mehrere mögliche Kollisionen zwischen Asteroiden untereinander:
- vor 470 Millionen Jahren (Ekaterina Korochantseva, 2007)[27]
- vor 5,8 Millionen Jahren (David Nesvorny, 2002)[28]
- P/2010 A2, 2009
- (596) Scheila, 2010 (Dennis Bodewits, 2011)[29]

## Internationaler Tag der Asteroiden
2001 etablierte das Committee on the Peaceful Uses of Outer Space (COPUOS) der UNO das Action Team on Near-Earth Objects (Action Team 14). Empfohlen wurde 2013 die Errichtung eines international asteroid warning network (IAWN) und einer space mission planning advisory group (SMPAG). Das Action Team 14 hat sein Mandat erfüllt und wurde 2015 aufgelöst. Am 30. Juni 2015 wurde der erste Asteroid Day ausgerufen.

### Videos
- Asteroiden - Bomben aus dem All? aus der Fernseh-Sendereihe alpha-Centauri (ca. 15 Minuten). Erstmals ausgestrahlt am 8. Nov. 1998.
- Woher kommen die Asteroiden? aus der Fernseh-Sendereihe alpha-Centauri (ca. 15 Minuten). Erstmals ausgestrahlt am 2. Sep. 2001.
- Asteroid Discovery From 1980–2010 auf YouTube